# Sutton-in-Ashfield
Sutton-in-Ashfield est une ville de marché du Nottinghamshire, en Angleterre.